# Xã Big Creek, Quận Phillips, Arkansas
Xã Big Creek (tiếng Anh: Big Creek Township) là một xã thuộc quận Phillips, tiểu bang Arkansas, Hoa Kỳ. Năm 2010, dân số của xã này là 425 người.